# Bizkaia
Die Provinz Bizkaia (baskisch Bizkaia, spanisch Vizcaya) ist eine der drei Provinzen der Autonomen Gemeinschaft Baskenland in Spanien. Bizkaia erstreckt sich auf 2.215,56 km² und hat 1.160.133 Einwohner (Stand: 2024). Die Bevölkerungsdichte liegt bei 523 Einwohnern pro Quadratkilometer. Hauptstadt der Provinz ist Bilbao (bask. Bilbo). Früheres Kfz-Kennzeichen war BI, Postleitzahl ist 48xxx.

## Geographie

Aufteilung des Baskenlandes
(im weiteren Sinne):
Autonome Gemeinschaft Baskenland
Autonome Gemeinschaft Navarra
Französisches Baskenland

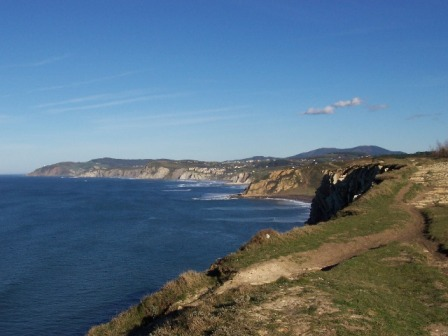
Küstenabschnitt in Biskaya

Die Provinz Bizkaia liegt an der Nordküste der Iberischen Halbinsel.
Sie grenzt im Nordwesten an Kantabrien, im Südwesten an die Provinz Burgos, im Süden an Araba/Álava und im Osten an Gipuzkoa/Guipúzcoa. Die Landgrenze zu den anderen Provinzen ist 167 km lang, die Küstenlänge zum Golf von Biskaya, für den die baskische Provinz namensgebend ist, beträgt 80 km; zur Provinz gehören auch die Exklave Orduña sowie einige kleine, unbewohnte Inseln wie z. B. Aketze. Bizkaia umschließt die Enklave Valle de Villaverde, die zu Kantabrien gehört. Die höchste Erhebung ist der Berg Gorbea mit 1.480 m.
Das Klima ist maritim mit kühlen Sommern und milden Wintern. Ebenso wie in den anderen Regionen an der spanischen Nordküste sind die Jahresniederschlagsmengen recht hoch.

## Städte

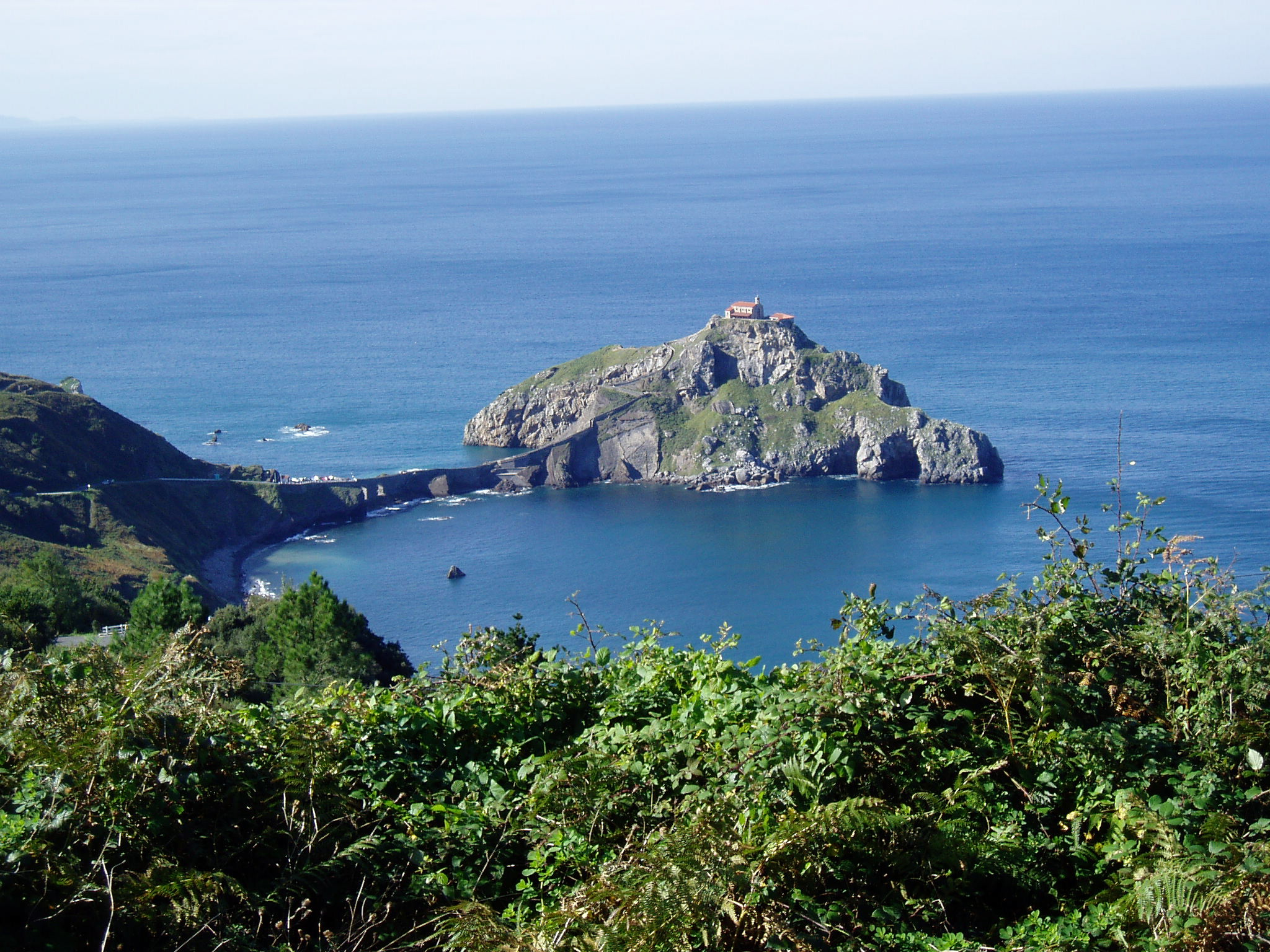
Das Inselchen San Juan de Gaztelugatxe an der biskaischen Küste zwischen Bermeo und Bakio

Neben dem internationalen Handelshafen in Bilbao gibt es an der Küste der Provinz Bizkaia auch die bekannten Fischereihäfen Armintza, Bermeo, Elantxobe, Getxo, Lekeitio, Mundaka, Ondarroa, Plentzia, Portugalete, Santurtzi und Zierbana.

## Größte Gemeinden
Stand: 2024
| Baskischer Name   | Spanischer Name   | Einwohner |
| ----------------- | ----------------- | --------- |
| Bilbo             | Bilbao            | 348.089   |
| Barakaldo         | Baracaldo         | 101.984   |
| Getxo             | Guecho            | 75.981    |
| Santurtzi         | Santurce          | 46.247    |
| Portugalete       | Portugalete       | 44.766    |
| Basauri           | Basauri           | 40.388    |
| Leioa             | Lejona            | 32.683    |
| Durango           | Durango           | 29.887    |
| Sestao            | Sestao            | 28.228    |
| Galdakao          | Galdácano         | 24.774    |
| Erandio           | Erandio           | 24.662    |
| Amorebieta-Etxano | Amorebieta-Echano | 19.678    |
| Mungia            | Munguía           | 17.997    |
| Bermeo            | Bermeo            | 17.042    |
| Gernika           | Guernica y Luno   | 17.033    |
| Ermua             | Ermua             | 15.627    |
| Sopela            | Sopelana          | 14.940    |
| Arrigorriaga      | Arrigorriaga      | 11.952    |
| Etxebarri         | Echévarri         | 11.941    |
| Trapagaran        | Valle de Trápaga  | 11.898    |

Kleinste Gemeinde ist Arakaldo mit 160 Einwohnern.

## Verwaltungsgliederung

### Comarcas

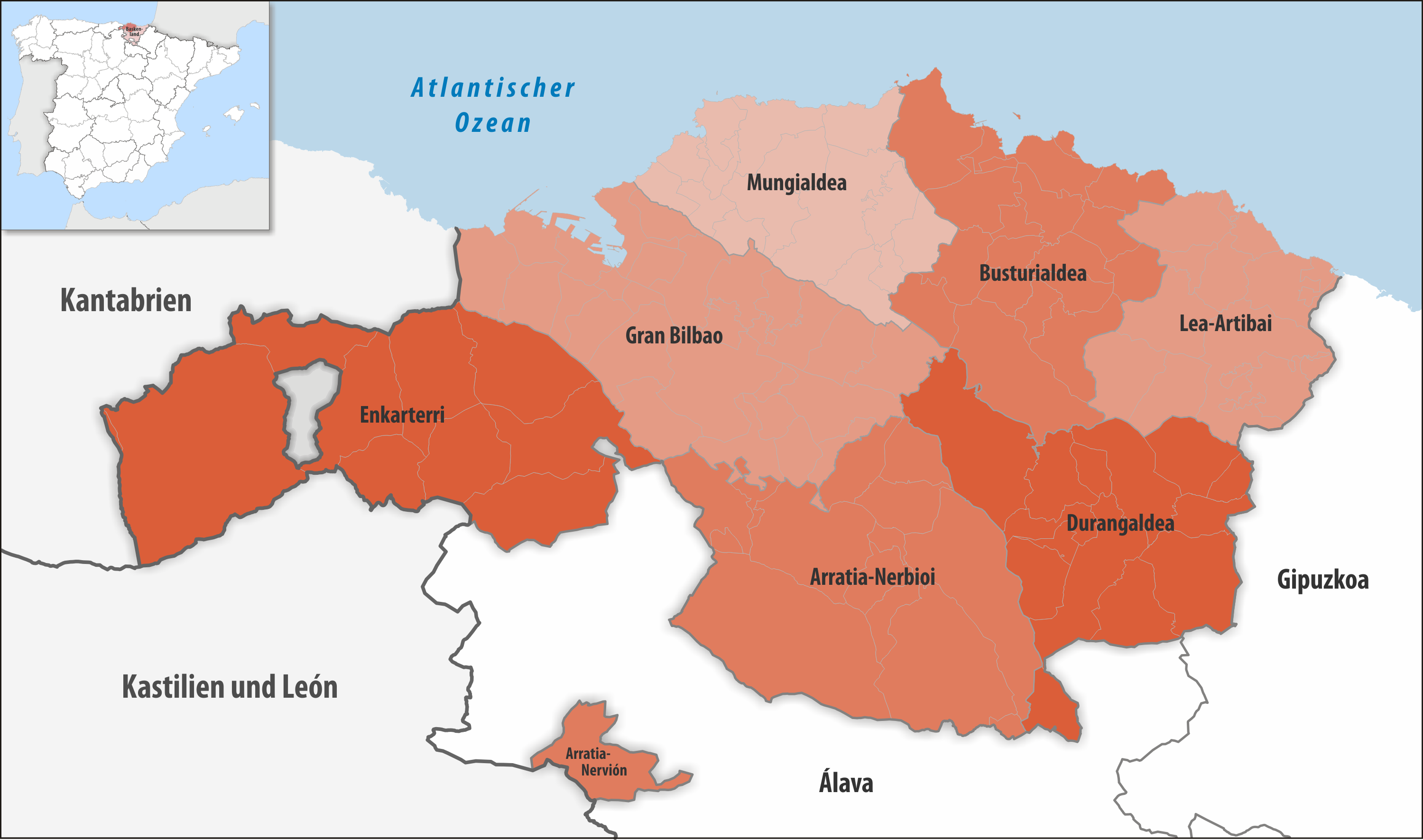
Comarcas in der Provinz Bizkaia

| Comarca         | Gemeinden | Einwohner (2024) | Fläche km² | Dichte Einw./km² | Hauptort |
| --------------- | --------- | ---------------- | ---------- | ---------------- | -------- |
| Arratia-Nerbioi | 15        | 27.673           | 420,58     | 66               |          |
| Busturialdea    | 20        | 46.659           | 281,50     | 166              |          |
| Durangaldea     | 14        | 96.673           | 297,36     | 325              | Durango  |
| Enkarterri      | 10        | 32.225           | 424,94     | 76               | Zalla    |
| Gran Bilbao     | 27        | 869.269          | 375,68     | 2.314            | Bilbao   |
| Lea-Artibai     | 12        | 25.620           | 206,25     | 124              |          |
| Mungialdea      | 15        | 62.014           | 209,47     | 296              | Mungia   |
| Provinz Bizkaia | 113       | 1.160.133        | 2.215,56   | 524              | Bilbao   |

### Gerichtsbezirke

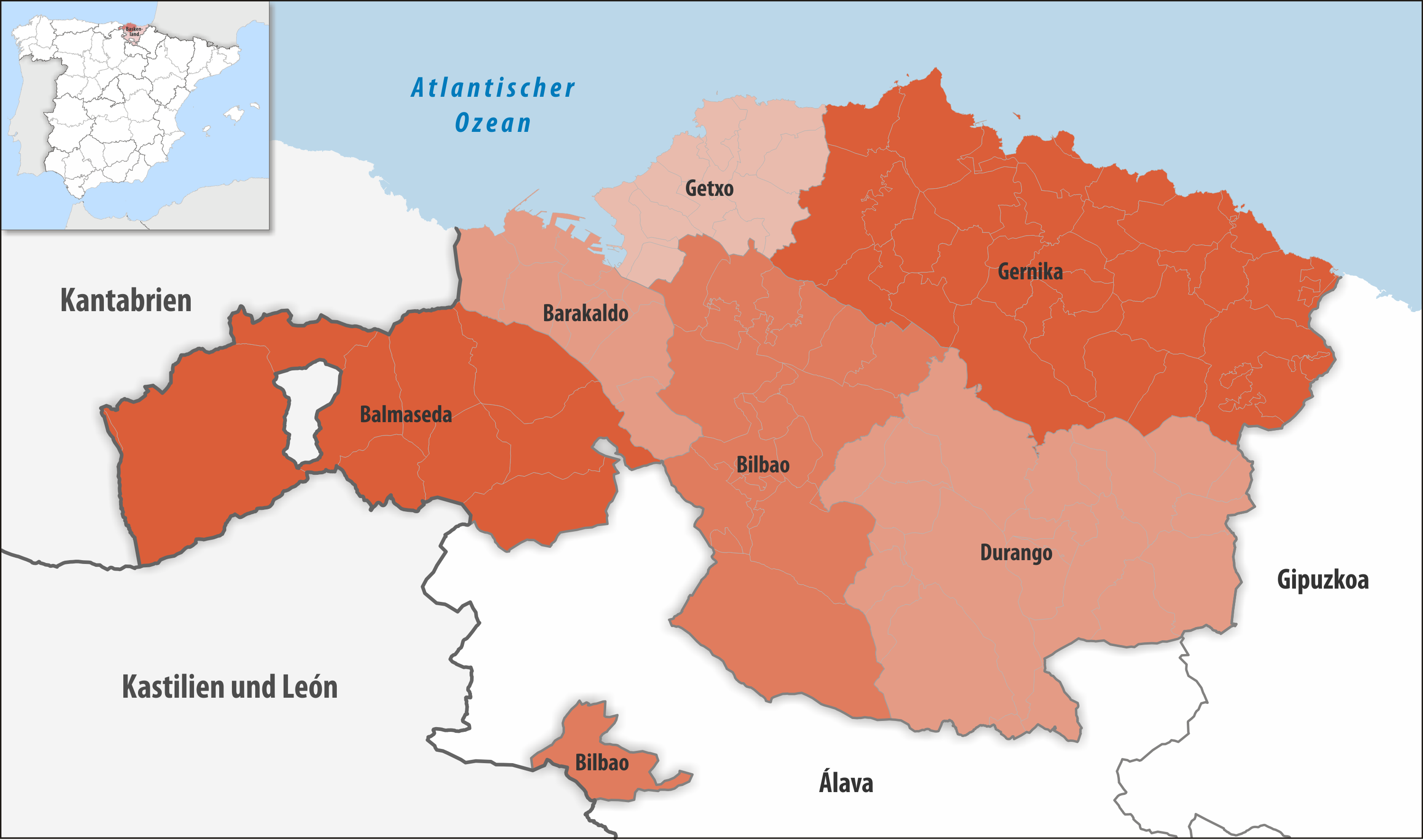
Gerichtsbezirke in der Provinz Bizkaia

| Gerichtsbezirk  | Gemeinden | Einwohner (2024) | Fläche km² | Dichte Einw./km² | Hauptquartier |
| --------------- | --------- | ---------------- | ---------- | ---------------- | ------------- |
| Balmaseda       | 10        | 32.225           | 424,94     | 76               | Balmaseda     |
| Barakaldo       | 10        | 263.035          | 130,98     | 2.008            | Barakaldo     |
| Bilbao          | 20        | 503.215          | 429,74     | 1.171            | Bilbao        |
| Durango         | 23        | 111.054          | 503,69     | 220              | Durango       |
| Gernika         | 38        | 96.400           | 596,83     | 162              | Gernika       |
| Getxo           | 12        | 154.204          | 129,38     | 1.192            | Getxo         |
| Provinz Bizkaia | 113       | 1.160.133        | 2.215,56   | 524              | Bilbao        |

## Geschichte
Im Mittelalter war Bizkaia ein souveräner Teil des Königreichs Asturien bzw. ab dem 11. Jahrhundert Kastilien. Die Herren von Biskaya, die sich anfangs als „Grafen und Souveräne von Biskaya“ (Conde y Soberano de Vizcaya) bezeichneten, gehörten zu den mächtigsten Adligen des Landes, zumal ihnen lange Zeit auch das Amt des Alférez Mayor (königlicher Bannerträger) von Kastilien anvertraut wurde, das in der Regel mit dem Amt eines Befehlshabers des königlichen Heeres verbunden war. Die Verbindung der Familie (die später den Namen Haro annahm) Mitte des 14. Jahrhunderts mit einer Nebenlinie des regierenden Hauses Burgund-Ivrea, die den Besitz des Hauses Lara geerbt hatte, wurde für die kastilischen Könige Alfons XI. und Peter den Grausamen (Pedro el Cruel) zu einer dauerhaften Bedrohung: Unter den Opfern, die zu Peters Regierungszeit ermordet wurden, waren auch die letzten Angehörigen der Grafenfamilie. Biskaya kam an eine nicht blutsverwandte Cousine, die gleichzeitig Ehefrau Heinrichs von Trastamara war, wodurch Biskaya, nachdem Heinrich 1369 den Thron errungen hatte, an das Königshaus fiel.

### Herren von Biskaya
- Iñigo López Ezquerra, 1042 Graf und Souverän von Biskaya, † wohl 1077
- Lope Iñíguez, dessen Sohn, 1077–93 Graf und Souverän von Biskaya
- Diego López, † 1124, dessen Sohn, 1093–1124 Graf und Souverän von Biskaya
- Lope Díaz, † 1170, dessen Sohn, 1124–1170 Graf von Haro, Souverän von Biskaya
- Diego López el Bueno, † 1214, dessen Sohn, 1170–1214 Graf von Haro, Souverän von Biskaya
- Lope Díaz de Haro, genannt Cabeza Brava, † 1236, dessen Sohn, 1214–36 Souverän von Biskaya
- Diego López de Haro, † 1254, dessen Sohn, 1236–54 Souverän von Biskaya
- Lope Díaz de Haro, † 1288, dessen Sohn, 1254–88 Souverän von Biskaya
- Diego López de Haro, † 1288/92, dessen Sohn, Souverän von Biskaya
- Diego López de Haro, † 1310, Bruder von Lope Diáz, 1288–1310 Souverän von Biskaya
- María Díaz de Haro, † 1342, Tochter von Lope Díaz, 1310–42 Souveränin von Biskaya; ⚭ Juan, Infant von Kastilien, X 1319, Herr von Valencia de Campos (Haus Burgund-Ivrea)
- Juan von Kastilien, genannt el Tuerto, † ermordet 1326, deren Sohn, 1319–26 Herr von Biskaya
- María Díaz de Haro, † 1351, dessen Tochter, Herrin von Biskaya; ⚭ 1331
- Juan Núñez de Lara, † 1350, Herr von Lara und Biskaya, Sohn von Ferdinand II. de la Cerda
- Nuño Díaz de Haro, † 1352, deren Sohn, Herr von Lara und Biskaya
- Juana Núñez de Lara, † ermordet 1359, Tochter von Juan Núñez de Lara, Herrin von Lara und Biskaya; ⚭ Tello Bastard von Kastilien, Herr von Aguilar de Campoo und Graf von Castañeda, † 1370
- Isabel Núñez de Lara, † ermordet 1361, deren Schwester, Herrin von Lara und Biskaya; ⚭ 1354 Juan, Infant von Aragonien, Herr von Elche, † ermordet 1358
  - Blanca de la Cerda, † 1347, Schwester von Juan Núñez de Lara; ⚭ 1328 Juan Manuel von Kastilien, † 1348
- Juana Manuel von Kastilien, † 1381, deren Tochter, Herrin von Lara und Biskaya; ⚭ 1350 Heinrich (Enrique) II., 1369/79 König von Kastilien
  - Maria de la Cerda, Schwester Blancas; ⚭ Karl von Évreux, † 1336, Graf von Étampes (Haus Frankreich-Évreux)
  - Ludwig, † 1400, deren Sohn, Graf von Étampes, Herr von Lara, Titulargraf von Biskaya
- Johann I. (Juan), † 1390, Sohn von Juana Manuel und Heinrich II. von Kastilien, 1371 Herr von Lara und Biskaya, 1379 König von Kastilien und León
- Ferdinand I. (Fernando), † 1416, dessen Sohn, Herr von Lara und Biskaya, 1412 König von Aragonien etc. (Biskaya fällt an Kastilien zurück)
  - Johann II. (Juan), † 1454, dessen Neffe, König von Kastilien und León
  - Heinrich IV. (Enrique), † 1474, dessen Sohn, König von Kastilien und León
- Isabella I. (Isabel la Católica), † 1504, dessen Tochter, 1474 Königin von Kastilien etc., Herrin von Biskaya